# Antiqua et nova
Antiqua et nova (latim para 'Antigo e novo') é uma nota doutrinária da Igreja Católica publicada em conjunto pelo Dicastério para a Doutrina da Fé e pelo Dicastério para a Cultura e a Educação em janeiro de 2025. Ela aborda a "relação entre inteligência artificial [IA] e inteligência humana" e oferece reflexões sobre os "desafios antropológicos e éticos levantados pela IA".

## Contexto
Com o aumento substancial na proliferação e uso de modelos de linguagem de grande escala como ChatGPT, o Papa Francisco expressou preocupações sobre um futuro "tecnocrático" e transparência no desenvolvimento de novas tecnologias de inteligência artificial na cúpula do G7 de 2024. Ele também abordou o tópico em sua encíclica de outubro de 2024 Dilexit nos. O Estado da Cidade do Vaticano promulgou leis sobre o uso de IA em 1º de janeiro de 2025.
Em 14 de janeiro de 2025, o Papa Francisco se encontrou com o Cardeal Víctor Manuel Fernández, prefeito do Dicastério para a Doutrina da Fé, e aprovou o rascunho do documento Antiqua et nova. No dia seguinte, Fernández anunciou a publicação pendente de um documento sobre IA que foi lançado em 28 de janeiro de 2025.

## Resumo
Antiqua et nova é um documento de 30 páginas conhecido como nota. O nome do documento é derivado de suas primeiras palavras em latim, correspondendo a "antigo e novo" na versão em português. O documento, em 117 parágrafos, aborda desafios e oportunidades em IA nos campos de educação, economia, trabalho, saúde, relacionamentos e guerra.
A nota chama a atenção para os trabalhadores se tornando "desqualificados" e se tornando mais sujeitos a trabalho duro e repetitivo e vigilância. Também alerta para os alunos que não conseguem desenvolver habilidades de pensamento crítico, enquanto observa cautelosamente que o uso prudencial da IA pode ajudar a fornecer críticas instantâneas. Em relação à guerra, a nota declara de "grave preocupação ética" os sistemas de armas letais autônomos sem intervenção ou controle humano direto. Também chama a atenção para as preocupações ambientais sobre o uso de água e energia necessárias para executar o hardware necessário para a IA. O documento expressa sérias preocupações sobre deepfakes e informações falsas geradas por IA, bem como outras questões de privacidade em torno da vigilância e da expressão de questões de consciência para modelos de bate-papo. Ele alerta para um controle tecnocrático da sociedade, com grandes empresas exercendo influência social e política significativa, capaz de manipular consciências e processos democráticos.
O documento conclui que a inteligência artificial deve ser usada apenas para complementar a inteligência humana, em vez de substituí-la, pois uma substituição escravizaria a humanidade e serviria como um "substituto de Deus".